# Best Of…1
A Best Of…1 a magyar Animal Cannibals nevű rap duó első válogatásalbuma, mely 2023. augusztus 11-én jelenik meg a Magneoton kiadó gondozásában bakelit lemezen a szintén azonos időben megjelenő Best Of…2 című albummal közösen.
Mindkét album külön megvásárolható, és 10-10 nagy slágert tartalmaz. A hanglemez Lengyelországban készül. 

## ELőzmények
Az 1989-ben alapított rapcsapat első nagy áttörésére a "Takarítónő" című slágerrel 1995-ig kellett várni, majd folyamatosan ontották magukból a slágereket, és az albumokat is. A slágerek a kezdetektől megjelentek maxi lemezeken is, azonban a válogatás albumra közel 30 évet kellett várni, mely a legnagyobb slágereket gyűjti egy csokorba.
Külön érdekesség, hogy a két válogatás album 10 különböző színben jelenik meg, limitált, színenként 100 darabos példányszámban.  A borítót Brunszkó NIKON ONE László tervezte, aki a hazai graffiti mozgalom kiemelkedő alakja, és jelenleg képzőművészként tevékenykedik. Az album a Hip-Hop 50. születésnapján jelenik meg, és több hanglemezboltban is elérhető lesz.

## Számlista
- Takarítónő
- Ülünk a vonaton
- Yozsefváros
- Kanni-bál
- Hazafelé az út veszélyes

- 1X1
- Ezittaz
- Mindenki
- Csak karácsony
- Mindenki azt akarja

## Külső hivatkozások
- Az Animal Cannibals weboldala [3]